# Pelegrina volcana
Pelegrina volcana là một loài nhện trong họ Salticidae.
Loài này thuộc chi Pelegrina. Pelegrina volcana được Maddison miêu tả năm 1996.